# Oxalis hochreutineri
Oxalis hochreutineri là một loài thực vật có hoa trong họ Chua me đất. Loài này được J.F. Macbr. mô tả khoa học đầu tiên năm 1934.